# VdB 8
vdB 8 è una piccola nebulosa diffusa, visibile nella costellazione di Cassiopea.
Si individua poco più di 2° a ENE della stella ι Cassiopeiae, che essendo di magnitudine 4,6 è ben visibile anche ad occhio nudo in un cielo buio; può essere individuata anche con un telescopio di 140mm munito di appositi filtri e appare di un colore marcatamente bluastro, ben visibile anche nelle fotografie. La sua caratteristica più notevole è la sua forma fortemente allungata, stretta fra due nebulose oscure, cui si somma però la luce proveniente da una galassia visibile nella stessa direzione e catalogata come PGC 10828; la stella centrale responsabile della sua illuminazione è catalogata come HD 17443 ed è una stella bianco-azzurra di sequenza principale di classe spettrale B9 o A0, di ottava magnitudine e rintracciabile anche con un binocolo. Questa stella appare direttamente in relazione con la nebulosa, essendo parzialmente avvolta da essa. La distanza della stella, e quindi anche della nebulosa, è di circa 1100 anni luce.